# 절체절명도시 4 Plus -Summer Memories-
절체절명도시 4 Plus -Summer Memories-(일본어: 絶体絶命都市4Plus -Summer Memories-)은 그란젤라가 개발한 플레이스테이션 4용 게임 소프트이다. 《절체절명도시》시리즈 중 네 번째 작품으로, 지진으로 붕괴된 도시에서 탈출하는 액션 어드벤쳐 게임이다. 본래 아이렘 소프트웨어 엔지니어링이 개발하다가 개발 중단된 플레이스테이션 3 용 게임 소프트 《절체절명도시 4 -Summer Memories-》를 기반으로 하고 있으며, 플레이스테이션 4에 플랫폼을 전환하였기 때문에 제목에 Plus가 붙여졌다.

## 개발

### 개발 중지
2010년 도쿄 게임 쇼 행사 당시, "이번 겨울" 발매 예정이었지만 연기를 반복하여, 2011년 3월 10일에 연기되었고, 또 다시 2011년 2월 22일에 그해 봄으로 발매 연기되었다. 하지만, 3월 14일에 발매 중지를 발표했다. 동시에 《절체절명도시》 시리즈의 과거 작품에 대한 생산 중단도 발표되었다. 구조 가즈마 등 게임 부문의 핵심을 담당하고 있던 직원들은 아이렘을 퇴사하고 새로운 게임 회사 그란젤라를 설립했다. 구죠 카즈마는 본 시리즈와 마찬가지로 신작이 발매 중지가 된 《밴 비-트롯》 시리즈를 부활시키려는 의향도 보이고있다.
발매가 중지된 경위는 아이렘 측에서는 밝히고 있지 않지만, 같은 해 3월 11일에 발생한 동일본 대진재의 영향이 지적되었다. 또한, 아사히 신문사의 취재 기사에서, 동일본 대지진의 피해자에 대한 배려라고 하였다.
구조 가즈마는 트위터에서 발매 중지가 된 원인에 대해 스케줄 조정 때문이라고 하였다.